# Flagrant délit en droit français
Pour un article plus général, voir Flagrant délit.
En droit français, le flagrant délit est une situation dans laquelle une personne est prise sur le fait au moment de son infraction ou immédiatement après et en possession d'indices laissant supposer sa participation à cette infraction.
Elle donne alors lieu à une enquête de flagrance.
Selon les termes du code de procédure pénale français, « Dans les cas de crime flagrant ou de délit flagrant puni d'une peine d'emprisonnement, toute personne a qualité pour en appréhender l'auteur et le conduire devant l'officier de police judiciaire le plus proche ».